# Simone Petilli
Simone Petilli (Bellano, Província de Lecco, 4 de maig de 1993) és un ciclista italià professional des del 2014 i actualment a l'equip Intermarché-Wanty-Gobert Matériaux. Del seu palmarès destaca la Ronda de l'Isard d'Arieja de 2015.

## Palmarès
- 2015
  - 1r a la Ronda de l'Isard d'Arieja i vencedor d'una etapa

### Resultats al Giro d'Itàlia
- 2016. 77è de la classificació general
- 2017. 26è de la classificació general
- 2021. 44è de la classificació general

### Resultats a la Volta a Espanya
- 2018. Abandona (10a etapa)
- 2023. 58è de la classificació general